# Pater Verbiest
Pater Verbiest is een Belgisch biologisch bier van hoge gisting.
Het bier wordt sinds 2001 gebrouwen in De Proefbrouwerij te Hijfte voor Shermann bvba. Het bier is vernoemd naar pater Ferdinand Verbiest uit Pittem die als missionaris naar China trok in de zeventiende eeuw, ten tijde van de Qing-dynastie.
De bieren werden oorspronkelijk gebrouwen voor de firma Viva, voor een biowinkel in het West-Vlaamse Pittem. Toen zaakvoerder Wim Vincent in de zomer van 2012 besloot te stoppen met het bier werd het overgenomen door Herman Schepens, zaakvoerder van de Gentse firma Shermann bvba.

## Varianten
- Pater Verbiest Blond, blond bier met een alcoholpercentage van 6,5%
- Pater Verbiest Bruin, bruin bier met een alcoholpercentage van 9%